# Mikroregion Černilovsko
Mikroregion Černilovsko je svazek obcí (dle § 49 zákona č.128/2000 Sb. o obcích) v okresu Hradec Králové, jeho sídlem je Černilov a jeho cílem je koordinování celkového rozvoje území mikroregionu na základě společné strategie, přímé provádění společných investičních akcí a společná propagace mikroregionu v cestovním ruchu. Sdružuje celkem 8 obcí a byl založen v roce 2002.

## Obce sdružené v mikroregionu
- Černilov
- Lejšovka
- Libníkovice
- Librantice
- Libřice
- Skalice
- Smržov
- Výrava